# El Georges
 (mars 2023).
 (mars 2025).
Motif : Sources largement primaires ou commerciales. Notoriété encyclopédique à vérifier.
- Archive Wikiwix
- Bing
- Cairn
- DuckDuckGo
- E. Universalis
- Gallica
- Google
- G. Books
- G. News
- G. Scholar
- Persée
- Qwant
- (zh) Baidu
- (ru) Yandex
- (wd) trouver des œuvres sur Wikidata

| 1. | Préciser le motif de la pose du bandeau. | Précisez le motif de la pose du bandeau en utilisant la syntaxe suivante : {{admissibilité à vérifier\|date=juin 2025\|motif=remplacez ce texte par le motif}}                  |
| 2. | Informer les utilisateurs concernés.     | Pensez à avertir le créateur de l'article, par exemple, en insérant le code ci-dessous sur sa page de discussion : {{subst:avertissement admissibilité à vérifier\|El Georges}} |

El Georges, de son vrai nom Georges Lusambulu Samba est un chanteur et rappeur  de gospel  évangélique, auteur-compositeur-interprète congolais, née à Kinshasa en République démocratique du Congo (RDC),,.

## Biographie
Cadet d’une famille de neuf enfants et fils d’un ancien batteur, Georges Lusambulu tout jeune prend déjà le goût de la musique. Encore écolier, avec ses amis de l’école, ils créent un groupe musical appelé : « La Sainte Mélodie », le groupe qui lui offre la première occasion de se présenter sur scène en 2007,.
Prenant l’élan, il parcourt en suite plusieurs autres groupes musicaux et chorales de la ville afin de poursuivre l'exploitation de son talent.

## Carrière

### Lancement solo
En 2012, poursuivant encore ses études supérieures, il entend par l’une de ses amies de l’université parler d’un concours musical dénommé DNC (Découverte de Nouveaux Talents) organisé par l’église La Compassion, église  évangélique où il est membre ,,,.
Il se décide d'y participer, à la fin de la compétition el Georges sort enfin vainqueur de la première édition de ce concours, il voit sa carrière s’ouvrir à l’horizon, lui permettant le lancement d’une carrière solo, et devient peu de temps après l’un de membres du jury de la suite de cette aventure : DNC, des éditions de 2013 jusqu’en 2015,,.
Donnant forme à sa carrière, El Georges passe d'ancien choriste au rappeur et chanteur d'R&B du milieu chretien, Il enchaine cependant des prestations par des différentes invitations, partageant la scène avec plusieurs artistes du gospel congolais tels que : Lord Lombo, Moise Mbiye, etc.
Au cours de l’année 2015, il se fait remarquer par le label : « HappyPeople », invité d'abord pour participer à quelques prestations, il finit par signer un contrat dans le label en début de l'année prochaine,,.
Etant repéré par le milieu du gospel congolais, il continue l’enchainement de prestations, partageant les scènes avec plusieurs autres artistes internationaux que nationaux…
En 2016, sous l'égide du label "HappyPeople" El Georges lance son premier EP composé de trois titres : « C’est jésus la star », « Boomerang » et « C’est jésus la star(Remix) » avec la collaboration de Dena Mwana. Au cours de cette même année, il collabore à nouveau avec celle-ci dans le titre : Emmanuel, faisant partie de son album : Monene.
Début 2017, il sort le premier single de son futur album "Crescendo" sur les plateformes de téléchargement, en mai il est l’invité de Moise Mbiye dans son concert, puis à la fin de cette même année, il est l’invité principal d’un festival gospel organisé à kinshasa.
En février 2018, sa maison de production annonce la sortie officielle de son tout premier album récemment annoncé, prévu pour le mois de juillet mais qui sortira finalement au mois d’octobre, contenant douze titres,.
Trois années plus tard, soit précisément en juin 2021, toujours avec son label, il signe un deuxième album intitulé : "compté compté" contenant six titres disponnibles seulement sur les plateformes de téléchargement,

### Collaborations
- Dena Mwana dans "Jésus la star Remix"
- Dena Mwana dans "Emmanuel"
- Jow'ell Bombay dans "Lokumu"

## Vie privée
Après avoir affirmé être ni marié ni célibataire quelque temps plus tôt, en décembre 2021 sur les réseaux sociaux, sans pourtant afficher le visage de sa compagne, El Georges affirme avoir officialisé ses fiançailles avec sa partenaire.

## Albums
- 2018 : Crescendo
- 2021 : Compté compté